# Botanophila cercodiscoides
Botanophila cercodiscoides este o specie de muște din genul Botanophila, familia Anthomyiidae, descrisă de Fan, Zhong și Deng în anul 1988. Conform Catalogue of Life specia Botanophila cercodiscoides nu are subspecii cunoscute.